# Sergio Pitol
Sergio Pitol Demeneghi (Puebla, 1933. március 18. – Xalapa-Enríquez, 2018. április 12.) mexikói bölcsész, diplomata és író.

## Életpályája
Miután felsőfokú jogi és irodalmi tanulmányait befejezte, eleinte irodalomtanárként, később pedig diplomataként dolgozott. Ennek köszönhetően kulturális attaséként több évet évet töltött külföldön: Belgrádban, Varsóban, Párizsban, Budapesten majd Moszkvában, és nagykövetként Prágában (1983-1988).
Regényíróként és esszéistaként Pitolt Latin-Amerika legfigyelemreméltóbb írói közé sorolják. Számtalan fordításának köszönhetően vált ismertté Mexikóban többek között Csehov, Gogol, Gombrowicz, Henry James, Joseph Conrad és Jane Austen. 2005-ben Cervantes-díjat kapott.
Mexikóban az emberi jogok szószólója.

## Művei
- No hay tal lugar (1967)
- Infierno de todos (1971)
- Los climas (1972)
- El tañido de una flauta (1973) – Mint egy rossz sípon
- Asimetría (1980)
- Nocturno de Bujara (1981)
- Cementerio de tordos (1982)
- Juegos florales (1985)
- El desfile del amor (1985)
- Domar a la divina garza (1988)
- Vals de Mefisto (1989)
- La casa de la tribu (1989)
- La vida conyugal (1991), adaptada al cine.
- El arte de la fuga (1996), ensayo.
- La Casa de la Tribu (1996)
- Todos los cuentos más uno (1998)
- Soñar con la realidad (1998)
- El viaje (2000)
- Todo está en todas las cosas (2000)
- De la realidad a la literatura (2002)
- Obras reunidas II (2003)
- Obras reunidas III (2004)
- El mago de Viena (2005)
- Trilogía de la memoria (2007)

## Magyarul
- Mint egy rossz sípon; ford. Dornbach Mária, utószó Benyhe János; Európa, Bp., 1981 (Modern könyvtár)